# Mia Wallace
Mia Wallace es un personaje ficticio interpretado por Uma Thurman en la película de 1994 de Quentin Tarantino, Pulp Fiction. Thurman recibió una nominación al Óscar a la mejor actriz de reparto por su interpretación, y el personaje se convirtió en un ícono cultural.
Mia es el personaje que aparece en el material promocional de la cinta, apareciendo en una cama con un cigarrillo en mano.

## Eventos enPulp Fiction

### "Vincent Vega y la esposa de Marsellus Wallace"
Mia es la esposa del jefe mafioso Marcellus Wallace (Ving Rhames). Antes de conocer a Marcellus, Mia aspiraba a ser actriz y participó en un piloto de televisión llamado Fox Force Five, el cual fracasó.
Marcellus sale de la ciudad y le pide a Vincent Vega (John Travolta), uno de sus asesinos a sueldo, que invite a Mia a cenar mientras él no está. Vincent acepta, aunque le preocupa la imagen que le puede dejar.
Cuando Vincent va a recoger a Mia a la lujosa casa de Marcellus, ella le habla por el intercomunicador mientras esnifa cocaína en una habitación aparte. Luego, ambos van a cenar a Jack Rabbit Slim's, un restaurante de temática de los años 50. Durante la cena, Vincent y Mia hablan sobre temas como silencios incómodos, su carrera como actriz, la cultura pop de los años 50 y 60, y algunos chismes relacionados con los socios de Vincent. De repente, el DJ del restaurante anuncia un concurso de twist, y Mia quiere ganar el trofeo del primer puesto. Aunque Vincent se resiste, se levanta y baila con Mia al ritmo de You Never Can Tell de Chuck Berry.
Cuando Mia y Vincent regresan a casa para celebrar, Vincent va al baño mientras Mia baila la versión de Girl, You'll Be a Woman Soon de Urge Overkill. Mientras Vincent reflexiona sobre qué hacer dentro del baño, Mia encuentra una pequeña bolsa de heroína en el bolsillo de la chaqueta de Vincent y la esnifa, pensando que es cocaína. Al volver del baño, Vincent encuentra a Mia con una sobredosis en el sofá y, frenéticamente, la lleva a la casa de su traficante de heroína, Lance (Eric Stoltz), para intentar salvarla. Lance consigue una jeringa llena de adrenalina líquida y le pide a Vincent que se la administre directamente en el corazón, lo que la resucita al instante y le salva la vida.
Los dos regresan a casa de los Wallace después de la sobredosis. Avergonzada, Mia le pide a Vincent que no le cuente a Marcellus lo sucedido, ya que seguramente le traería problemas a ambos. Luego, le cuenta a Vincent su chiste de Fox Force Five.

### "El reloj de oro"
Cuando el boxeador Butch Coolidge (Bruce Willis) traiciona a Marcellus al ganar una pelea amañada, Marcellus envía a Vincent a matarlo. Vincent ve a Mia en la habitación con Marcellus, y ésta le agradece la cena del día anterior.

### "La situación de Bonnie"
Mia aparece brevemente con un gorro de baño y un traje de baño de una pieza junto a la piscina de los Wallace mientras su esposo Marcellus habla con Jules Winnfield (Samuel L. Jackson) por teléfono.

## Casting
Al inicio del casting, Tarantino y Miramax consideraron a Isabella Rossellini y Meg Ryan para el papel. Otras actrices consideradas fueron Daryl Hannah, Joan Cusack, Halle Berry, Julia Louis-Dreyfus, Holly Hunter y Alfre Woodard. Tarantino prefería a Michelle Pfeiffer, quien audicionó para el papel. Kate Beckinsale también audicionó.
Rosanna Arquette fue considerada, pero terminó interpretando al personaje de Jody en la película. Su hermana Patricia también fue una de las elegidas por Tarantino para interpretar a Mia. Otras actrices en la lista fueron Virginia Madsen, Marisa Tomei, Jennifer Beals, Pam Grier, Phoebe Cates, Bridget Fonda, Jasmine Guy, Angela Bassett, Annette O'Toole, Debra Winger, Robin Wright, Meg Tilly, Madonna, Cynda Williams y N'Bushe Wright.
El agente de Thurman, Jay Moloney, leyó una copia del guión y sintió que Mia era perfecta para ella. Sin embargo, Thurman no estaba tan segura de que el papel fuera adecuado para ella. El guión le parecía aterrador y vulgar. A pesar de sus dudas, se reunió con Tarantino para almorzar durante tres horas en Los Ángeles y, posteriormente, para conversar durante una hora en su apartamento de Nueva York.

## Diseño del personaje
Mia está inspirada en la actriz Anna Karina, figura destacada de la Nouvelle vague francesa y musa de Jean-Luc Godard. Para su look en la película, la diseñadora de vestuario Betsy Heimann creó su apariencia como la de una Reservoir Dog femenina. También incluyó marcas de diseñadores como Chanel para mostrar que es la mujer de un rico jefe mafioso. Además, su apariencia se inspiró en estrellas del cine mudo y pretendía evocar a una femme fatale. La personalidad y aspecto de Mia también recuerdan a Elvira Hancock (Michelle Pfeiffer) de Scarface, de Brian De Palma.

## Raven McCoy
Raven McCoy era el nombre del personaje que Mia interpretaba en Fox Force Five. Es la «mujer más letal con un cuchillo», criada por artistas de circo, y conoce muchísimos chistes antiguos que aprendió de su abuelo, un artista de vodevil. McCoy es una referencia a tres personajes de los X-Men. Su nombre proviene de Raven Darkhölme y su apellido de Hank McCoy. Por otro lado, su pasado es el mismo que el de Nightcrawler, quien también fue criado por artistas de circo.

## Recepción

### Crítica
Peter Travers, de Rolling Stone, escribió que la actuación de Uma Thurman «es maravillosa, seductoramente ruda mientras provoca a Vincent».

### Premios
Thurman recibió múltiples nominaciones a distintos premios de la industria cinematográfica por su papel en la cinta.
| Año  | Premio                                                           | Categoría                                               | Resultado |
| ---- | ---------------------------------------------------------------- | ------------------------------------------------------- | --------- |
| 1995 | Premios Óscar                                                    | Mejor actriz de reparto                                 | Nominada  |
| 1995 | Premios Globo de Oro                                             | Mejor actriz de reparto                                 | Nominada  |
| 1995 | Premios BAFTA                                                    | Mejor actriz                                            | Nominada  |
| 1995 | Premios SAG                                                      | Mejor actriz de reparto                                 | Nominada  |
| 1995 | Premios del Círculo de Críticos de Cine de Nueva York            | Mejor actriz de reparto                                 | Nominada  |
| 1995 | Premios de la Asociación de Críticos de Cine de Chicago          | Mejor actriz de reparto                                 | Nominada  |
| 1995 | MTV Movie & TV Awards                                            | Mejor actuación femenina                                | Nominada  |
| 1995 | MTV Movie & TV Awards                                            | Mejor secuencia de baile (compartido con John Travolta) | Ganadora  |
| 1995 | National Society of Film Critics                                 | Mejor actriz de reparto                                 | Nominada  |
| 1995 | Premio de la Asociación de Críticos de Cine de Dallas-Fort Worth | Mejor actriz de reparto                                 | Nominada  |
| 1995 | Premio David de Donatello                                        | Mejor actriz extranjera                                 | Nominada  |